# Cầu Morandi
Ponte Morandi ("cầu Morandi", còn được biết tới là cầu cạn Polcevera (tiếng Ý: Viadotto Polcevera)) nằm trên đường cao tốc Ý A10, được đặt tên theo kỹ sư Ý Riccardo Morandi mà phát thảo nó, nằm bắt qua sông Polcevera, giữa huyện Sampierdarena và Cornigliano ở Genoa, Ý, từ 1967 cho tới khi nó sụp đổ vào ngày 14 tháng 8 năm 2018.

## Cầu sụp đổ

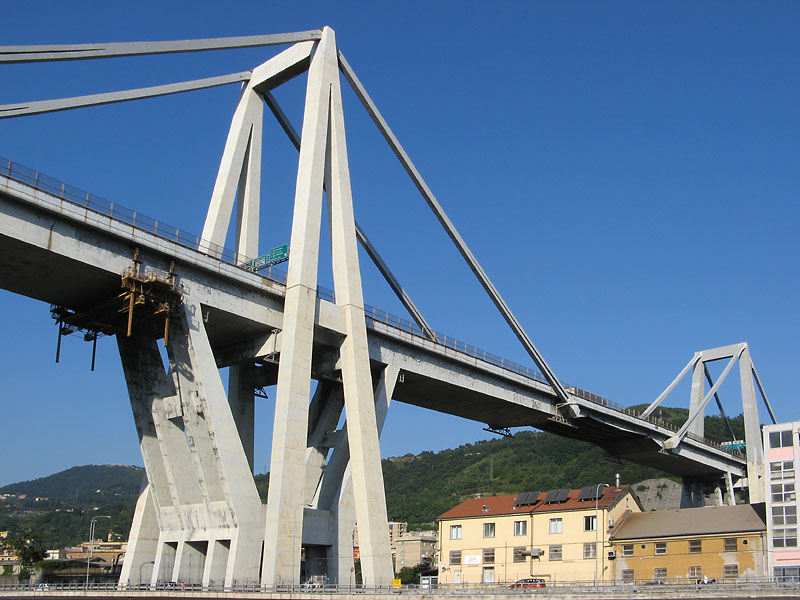
Một trong những cột cầu với dây thép bọc bê tông (2008)

Vào ngày 14 tháng 8 năm 2018, vào khoảng 11:30 giờ địa phương (09:30 UTC), một đoạn 200 mét (660 ft) của Ponte Morandi, băng qua con sông nhỏ Polcevera và một khu vực công nghiệp của Sampierdarena, bị sụp đổ trong một cơn mưa bão táp xối xả. Tại thời điểm sụp đổ, khoảng 20 chiếc xe chạy trên cầu, với mười chiếc trong số này được tường thuật nằm trên quãng cầu bị sụp đổ. Giả thiết ban đầu được phát biểu là do thiết kế sai sót. Nhiều người sống sót đã được vận chuyển đến các bệnh viện gần đó, nhiều người trong tình trạng nguy kịch. Ít nhất 42 ca tử vong đã được xác nhận cho đến nay, 15 người bị thương.
Một phần lớn cây cầu bị sập, cùng với các xe cộ trên nó, rơi xuống dòng suối Polcevera bị lụt bên dưới, trong khi các mảnh vỡ khác rơi trên đường rày và kho chứa của Ansaldo Energia, một trong những công ty sản xuất năng lượng hàng đầu của Ý. Tính đến 02:00 ngày hôm sau (UTC), mười hai người được biết là vẫn còn mất tích, và tiếng nói có thể nghe thấy được gọi từ bên dưới các mảnh cầu vỡ; nỗ lực cứu hộ vẫn được tiếp tục bằng đèn pha sử dụng các kỹ thuật thường được triển khai sau trận động đất. Bộ trưởng Giao thông vận tải Ý Danilo Toninelli được BBC trích dẫn nói rằng vụ việc có thể là "một thảm kịch to lớn".
Cây cầu được báo cáo đang được bảo trì bởi Autostrade per l'Italia tại thời điểm sụp đổ.

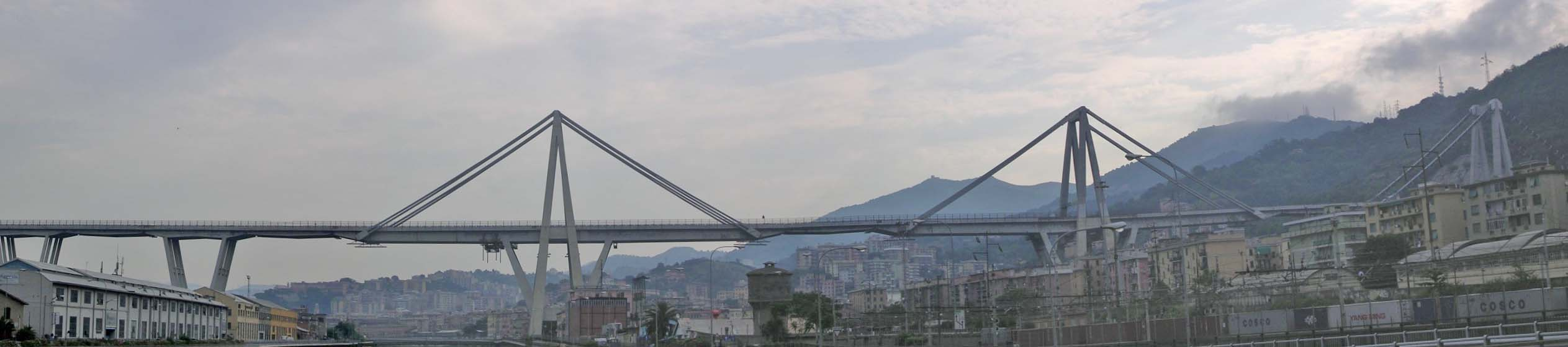
Cầu cạn Polcevera (2007). 2018 cột phía tây bị sụp cùng với khoảng 250 mét phần cầu

### Ảnh hưởng
Thảm họa dẫn đến cổ phiếu của nhà điều hành đường, Atlantia, bị đình chỉ sau khi giảm 4,6%.
Để phòng ngừa, ít nhất 400 người trong khu vực đã phải rời khỏi nhà của họ vô thời hạn sau thảm họa. Thủ tướng Ý Giuseppe Conte ban hành tình trạng khẩn cấp cho thành phố bắc Ý này. Nó có giá trị 12 tháng.